# Iuri Dolgoruki
Iuri Vladimirovici (în rusă: Ю́рий Влади́мирович și în ucraineană: Юрій Володи́мирович), poreclit Iuri Dolgoruki (în rusă: Ю́рий Долгору́кий și în ucraineană  Юрій Довгору́кий), a fost un Mare Cneaz de Rusia Kieveană (n. anii 1090, Pereiaslav, Cnezatul Pereiaslav, Rusia Kieveană – d. 15 mai 1157, Kiev, Cnezatul Kievului, Rusia Kieveană) din Dinastia Rurik, care a domnit între 1149 și 1151, apoi între 1155 și 1157.
Părinții săi au fost Vladimir al II-lea Monomahul, Mare Cneaz de Rusia Kieveană și nobil bizantin, și Eufimia, nobilă bizantină; a fost și cneaz de Vladimir-Suzdal între 1108 și 1157.
Porecla de Dolgoruki („Brațe lungi”, „Mâini lungi”) provine de la marea sa influență în luptele pentru coroana Marelui Principat al Kievului. A rămas în istorie ca fondator al orașului Moscova.

## Biografie

### Problema datei nașterii lui Iuri
Istoricul V. N. Tatișcev a declarat data nașterii lui Iuri 1090, dar sursele pe baza cărora a făcut această afirmație sunt necunoscute. Există o presupunere, că mama Gyurgevoi (așa este numită mama lui Iuri Dolgoruki în Învățăturile lui Vladimir Monomahul, a fost Gytha of Wessex / Gytha de Wessex, prima soție a lui Vladimir al II-lea Monomahul, fiica ultimului rege anglo-saxon al Angliei, Harold al II-lea Godwinson. Potrivit Letopisețului Laurențian, prima soție a lui Vladimir menționată în aceasta a murit la 7 mai 1107, însă istoricul A. V. Nazarenko consideră că, de fapt, este vorba despre cea de-a doua soție a lui Vladimir Monomahul și mama lui Iuri Dolgoruki. Potrivit înscrisurilor mănăstirii Sfântului Pantelimon din Köln, Gytha de Wessex a murit la 10 martie, în ipoteza lui A. V. Nazarenko - 1098, și în afara vechiului stat rus. Prin urmare, există ipoteza că Iuri s-a născut în 1098-1100 și a fost fiul lui Vladimir Monomahul cu cea de a doua sa soție. Pe de altă parte, Iuri s-a căsătorit, prima oară, la 12 ianuarie 1108. La acea dată, însă ar fi avut cca 10 ani. Ceea ce este absurd. De aici rezultă că Iuri Vladimirovici s-a născut cu câțiva ani înainte de 1098, mama sa putând fi Gytha de Wessex (decedată în 1106 sau 1107) sau o concubină.

### Domnia
Fiind al șaselea fiu al Marelui Cneaz al Kievului Vladimir al II-lea, nu a vrut să se mulțumească cu puțin și, din tinerețe, scopul său a fost cucerirea Marelui Cnezat, ceea ce ia adus numele de „Dolgoruki” (care vine de la sintagma долгие руки (citit: dolghiie ruki) care înseamnă „brațe lungi” sau „mâni lungi”).
În 1108, tatăl său l-a trimis să conducă teritoriile Rostov și Suzdal. La acea vreme, această zonă din nord-estul Rusiei Kievene era puțin populată, iar Iuri a fondat câteva forturi și orașe precum Tver, Kostroma și Vologda, dar și orașele Ksniatin (azi, Скнятино, transliterat: Skniatino) în 1134, Pereslavl-Zalesski și Iuriev-Polski în 1152, iar Dmitrov în 1154.
În 1120, a luat parte la războiul împotriva bulgarilor de pe Volga. În 1120, s-a certat cu boierii din Rostov, apoi și-a schimbat capitala, stabilindu-se la Suzdal. În 1135, era noul prinț al Pereiaslavlului, apoi, un an mai târziu, s-a întors la Suzdal, vechiul său fief.
După moartea fratelui său Mstislav I, Marele Cneaz al Kievului, primul său succes a fost în 1149, când a învins trupele nepotului său Iziaslav al II-lea Mstislavici. Dar nu a putut păstra această cucerire mult timp și a fost alungat din Kiev în 1151.
A doua oară, Iuri Dolgoruki a ocupat Kievul în 1154, cu acordul celuilalt Mare Cneaz al Kievului, Rostislav I, care fusese alungat din capitală de Iziaslav al III-lea Davidovici, care preluase puterea. După aceea, cneazul Rostislav l-a ridicat la rangul de Mare Cneaz al Kievului.
El a guvernat apoi Kievul din 1155 până la moartea sa pe 15 mai 1157, survenită în urma indigestiei contractate în timpul unui „chef monstru” cu un boier, prieten de-al său (conform zvonurilor vremii, ar fi putut fi otrăvit). După domnia sa, anarhia s-a răspândit în Kiev, unde mulți Mari Cnezi s-au succedat pe tron, a căror autoritate devenind aproape nulă.

### Moscova
Orașul Moscova a fost menționat pentru prima oară în anul 1147, într-un mesaj pe care Iuri Dolgoruki l-a trimis aliatului său Sviatoslav Olgovici, cneazul de Novgorod-Severski, pentru a-l invita să țină consiliu și să aibă o sărbătoare.
Nouă ani mai târziu, în 1156, Dolgoruki a „întemeiat” oficial orașul, înconjurându-l cu metereze de lemn și un șanț la locul care avea să devină Kremlinul.

## Familie

### Controverse privind identitatea mamei lui Iuri
Există două relatări diferite cu privire la data morții lui Gytha de Wessex / Gytha of Wessex, prima soție a Marelui Cneaz al Kievului Vladimir al II-lea, tatăl lui Iuri. Decesul Gythei este plasat între 1098 și 1107. Potrivit unei inscripții din biserica Sfântul Pantaleon din Köln, Regina Gytha a murit ca monahie la 10 martie 1098. Se spune că la această dată a fost ținută o slujbă pentru ea, pentru a comemora timpul petrecut în Flandra. Se spune că ea l-ar fi însoțit pe Godefroy de Bouillon într-un pelerinaj în Țara Sfântă în timpul Primei Cruciade și că ar fi murit acolo. În plus, Vladimir al II-lea s-a căsătorit un an mai târziu cu o altă femeie pe nume Eufimia. Pe de altă parte, ea este echivalată cu soția fără nume a lui Vladimir al II-lea menționată în Cronica lui Nestor, despre care se spune că ar fi murit la Smolensk la 7 mai 1107.
Potrivit Testamentului lui Vladimir Monomahul, mama lui Iuri Dolgorukiy a murit la 7 mai 1107. Dacă Gytha a murit în 1098, atunci Iuri ar fi putut fi fiul celei de-a doua soții a tatălui său, Eufimia (cu care Vladimir Monomahul, în acest caz, se presupune că s-a căsătorit în jurul anului 1099). Cu toate acestea, înseamnă că nu există nicio mențiune în lucrările lui Vladimir Monomahul despre moartea lui Gytha, în ciuda faptului că aceasta a fost prima sa soție. Nașterea lui Iuri cade atunci în jurul anului 1099/1100. Cu toate acestea, Cronica primară consemnează prima căsătorie a lui Iuri, la 12 ianuarie 1108. Aceasta înseamnă că Iuri s-a născut înainte de circa 1099/1100 (deoarece nu putea avea 6-9 ani la momentul căsătoriei). Apoi, înseamnă că Gytha ar fi putut fi mama lui Iuri și a murit în 1107.
Diferitele versiuni ale Cronicii vremurilor trecute des ne se pun de acord în privința anului morții lui Gytha. Letopisețul lui Ipatiev o situează 7 mai 1106, în timp ce Letopisețul Laurențian o plasează un an mai târziu, la 7 mai 1107.
Gytha a avut cel puțin cinci fii cu Vladimir al II-lea Monomahul:
- Mstislav I (n. 1 iunie 1076 – d. 14 aprilie 1132), Mare Cneaz de Kiev ;
- Iziaslav (n. prin 1077 – d. 6 septembrie 1096), cneaz de Kursk;
- Sviatoslav (n. prin 1080 – d. 16 martie 1114), cneaz Smolensk și de Pereiaslav;
- Iaropolk al II-lea (n. 1082 – d. 18 febuarie 1139), Mare Cneaz de Kiev ;
- Viaceslav I (n. 1083 – d. 2 februarie 1154), Mare Cneaz de Kiev.

Este posibil ca Gytha să fi fost și mama a încă doi fii suplimentari:
- Roman (mort la 6 ianuarie 1119, cneaz al Volâniei;
- Iuri Dolgoruki (n. prin 1099 – d. 15 mai 1157), Mare Cneaz de Kiev (poate de la o concubină).

### Căsătorii și descendență
Iuri Dolgoruki a contractat două căsătorii. Prima a avut loc la 12 ianuarie 1108, conform Cronicii lui Nestor, cu o fiică a lui Aepa, fiul lui Osen, hanul polovțienilor (sau cumani, un popor războinic nomad turco-mongol).
Următorii copii sunt considerați a fi atribuiți primei sale soții:
- Rostislav (mort la 6 aprilie 1151), cneaz de Pereiaslavl;
- Ivan (mort la 24 februarie 1147), cneaz de Kursk;
- Andrei Bogoliubski (n. 1111 – d. 28 iunie 1174, fondatorul liniei de cnezi din Suzdal, Vladimir și Rostov;
- Boris (mort la 2 mai 1159), cneaz de Belgorod și de Turov;
- Olga (moartă în 1189), căsătorită cu Iaroslav I Osmomîsl;
- Maria (moartă în 1166), căsătorită cu Oleg Sviatoslavici, cneaz de Novgorod;
- Sviatoslav (mort la 11 ianuarie 1174);
- Iaroslav (mort la 12 aprilie 1166);
- Gleb I (mort în 1171), Mare Cneaz al Kievului;
- Mstislav (mort în 1162), cneaz de Novgorod;
- Vassilko (depus (destituit) în 1161 și mort în 1162), cneaz de Souzdal.

Cea de-a doua soție a sa, Elena (care s-a întors la Constantinopol după moartea lui Iuri, potrivit istoricului Nikolai Karamzin), poate fi, potrivit surselor, membră a dinastiei Comnene (domnind în Imperiul Bizantin în timpul vieții lui Iuri). Ea poate fi fiica lui Isac Comnenul (și, prin urmare, nepoata lui Alexie I Comnenul și Irina Ducas).
Copiii următori, care sunt cei mai tineri, sunt considerați ca fiind atribuiți celei de-a doua soții a lui Iuri, Elena:
- Mihail I Iurievici (mort la 20 iunie 1176);
- Vsevolod al III-lea Vladimirski (n. 1154 – mort la 12 aprilie 1212);
- David;
- Iaropolk.

Iuri a avut un total vreo cincisprezece copii, însă mamele exacte ale unora dintre aceștia nu sunt cunoscute.

### Predecesori
|  |                                           |  |  |  |  |  |  |  |  |  |  |  |  |  |  |  |
|  | 16. Vladimir I al Kievului                |  |  |  |  |  |  |  |  |  |  |  |  |  |  |  |
|  |                                           |  |  |  |  |  |  |  |  |  |  |  |  |  |  |  |
|  |                                           |  |  |  |  |  |  |  |  |  |  |  |  |  |  |  |
|  | 8. Iaroslav I cel Înțelept                |  |  |  |  |  |  |  |  |  |  |  |  |  |  |  |
|  |                                           |  |  |  |  |  |  |  |  |  |  |  |  |  |  |  |
|  |                                           |  |  |  |  |  |  |  |  |  |  |  |  |  |  |  |
|  | 17. Rogneda de Poloțk                     |  |  |  |  |  |  |  |  |  |  |  |  |  |  |  |
|  |                                           |  |  |  |  |  |  |  |  |  |  |  |  |  |  |  |
|  |                                           |  |  |  |  |  |  |  |  |  |  |  |  |  |  |  |
|  | 4. Vsevolod I al Kievului                 |  |  |  |  |  |  |  |  |  |  |  |  |  |  |  |
|  |                                           |  |  |  |  |  |  |  |  |  |  |  |  |  |  |  |
|  |                                           |  |  |  |  |  |  |  |  |  |  |  |  |  |  |  |
|  | 18. Olof Skötkonung                       |  |  |  |  |  |  |  |  |  |  |  |  |  |  |  |
|  |                                           |  |  |  |  |  |  |  |  |  |  |  |  |  |  |  |
|  |                                           |  |  |  |  |  |  |  |  |  |  |  |  |  |  |  |
|  | 9. Ingigerd a Suediei                     |  |  |  |  |  |  |  |  |  |  |  |  |  |  |  |
|  |                                           |  |  |  |  |  |  |  |  |  |  |  |  |  |  |  |
|  |                                           |  |  |  |  |  |  |  |  |  |  |  |  |  |  |  |
|  | 19. Estrid de Obotrite                    |  |  |  |  |  |  |  |  |  |  |  |  |  |  |  |
|  |                                           |  |  |  |  |  |  |  |  |  |  |  |  |  |  |  |
|  |                                           |  |  |  |  |  |  |  |  |  |  |  |  |  |  |  |
|  | 2. Vladimir al II-lea Monomahul           |  |  |  |  |  |  |  |  |  |  |  |  |  |  |  |
|  |                                           |  |  |  |  |  |  |  |  |  |  |  |  |  |  |  |
|  |                                           |  |  |  |  |  |  |  |  |  |  |  |  |  |  |  |
|  | 20. Theodosie Monomahul                   |  |  |  |  |  |  |  |  |  |  |  |  |  |  |  |
|  |                                           |  |  |  |  |  |  |  |  |  |  |  |  |  |  |  |
|  |                                           |  |  |  |  |  |  |  |  |  |  |  |  |  |  |  |
|  | 10. Constantin al IX-lea Monomahul        |  |  |  |  |  |  |  |  |  |  |  |  |  |  |  |
|  |                                           |  |  |  |  |  |  |  |  |  |  |  |  |  |  |  |
|  |                                           |  |  |  |  |  |  |  |  |  |  |  |  |  |  |  |
|  | 5. Anastasia de Bizanț                    |  |  |  |  |  |  |  |  |  |  |  |  |  |  |  |
|  |                                           |  |  |  |  |  |  |  |  |  |  |  |  |  |  |  |
|  |                                           |  |  |  |  |  |  |  |  |  |  |  |  |  |  |  |
|  | 22. Vasile Skleros                        |  |  |  |  |  |  |  |  |  |  |  |  |  |  |  |
|  |                                           |  |  |  |  |  |  |  |  |  |  |  |  |  |  |  |
|  |                                           |  |  |  |  |  |  |  |  |  |  |  |  |  |  |  |
|  | 11. Pulcheria Skleraina Pulcheria Skleros |  |  |  |  |  |  |  |  |  |  |  |  |  |  |  |
|  |                                           |  |  |  |  |  |  |  |  |  |  |  |  |  |  |  |
|  |                                           |  |  |  |  |  |  |  |  |  |  |  |  |  |  |  |
|  | 23. Pulcheria Argyre                      |  |  |  |  |  |  |  |  |  |  |  |  |  |  |  |
|  |                                           |  |  |  |  |  |  |  |  |  |  |  |  |  |  |  |
|  |                                           |  |  |  |  |  |  |  |  |  |  |  |  |  |  |  |
|  | 1. Iuri Dolgoruki                         |  |  |  |  |  |  |  |  |  |  |  |  |  |  |  |
|  |                                           |  |  |  |  |  |  |  |  |  |  |  |  |  |  |  |
|  |                                           |  |  |  |  |  |  |  |  |  |  |  |  |  |  |  |
|  | 3. Eufimia                                |  |  |  |  |  |  |  |  |  |  |  |  |  |  |  |
|  |                                           |  |  |  |  |  |  |  |  |  |  |  |  |  |  |  |
|  |                                           |  |  |  |  |  |  |  |  |  |  |  |  |  |  |  |

## Posteritate

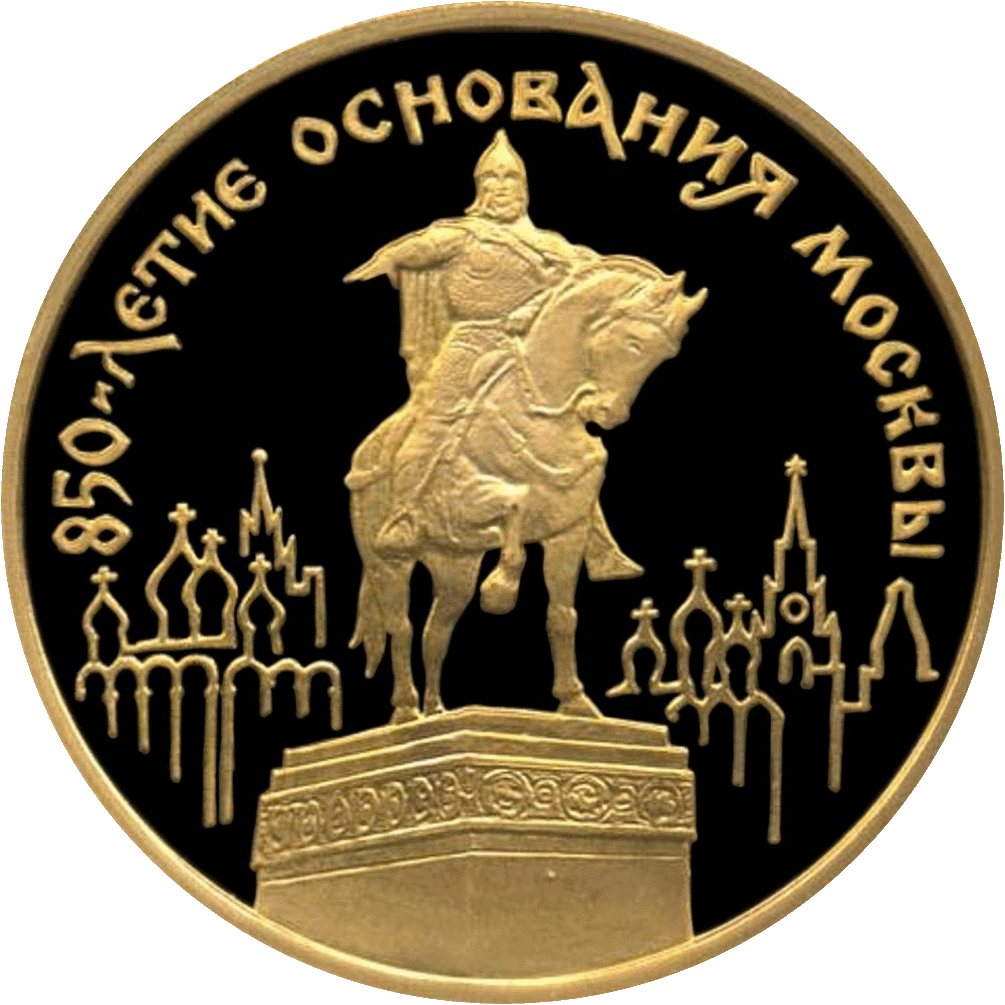
Monedă emisă de Banca Rusiei - „Seria istorică”, circular: 850-Летие основания Москвы (în română, „850 de ani de la întemeierea Moscovei”), în centru: Monumentul lui Iuri Dolgoruki de la Moscova, 100 de ruble, calitate proof, revers

- Moscoviții au o admirație puternică pentru Iuri Dolgoruky, considerat fondatorul legendar al orașului lor. În 1954, un monument în cinstea sa, sculptat de Serghei Mihailovici Orlov, a fost ridicat pe strada Tverskaia din Moscova, bulevardul principal al orașului, vis-à-vis de primărie.
- Imaginea lui Dolgoruki a fost gravatǎ pe o medalie „Comemorarea a 800 de ani a Moscovei”, emisă în 1947.
- Un submarin nuclear, K-535 Iuri Dolgoruki, a fost numit în onoarea sa.
- Asteroidul 7223 Dolgorukij, din centura principală, descoperit în 1982, a fost denumit în onoarea lui.
- În 1997, pentru sărbătorirea a 850 de ani de la fondarea Moscovei, Banca Rusiei a emis o monedă, cu valoarea de nominală de 100 de ruble, pe reversul căreia a fost gravată imaginea monumentului dedicat lui Iuri Dolgoruki de la Moscova.